# 惠庶昌
惠庶昌（1930年—1967年6月4日），陕西清涧人。中华人民共和国政治人物。惠又光侄子。
早年担任清涧县青联主任、西北工委《新青年》报主编，参加第二次国共内战。1956年3月，担任青年团陕西省委副书记，1959年12月，担任共青团陕西省委书记。1964年6月，当选为共青团书记处书记。文化大革命期间遭到迫害，1967年6月4日去世。